# Kolumbie na Letních olympijských hrách 1972
Kolumbie se účastnila Letní olympiády 1972 v německém Mnichově. Zastupovalo ji 59 sportovců (55 mužů a 4 ženy).

## Medailisté
| Medaile | Jméno              | Sport             | Soutěž                    |
| ------- | ------------------ | ----------------- | ------------------------- |
| Stříbro | Helmut Bellingrodt | Sportovní střelba | muži 50 metrů             |
| Bronz   | Alfonso Pérez      | Box               | muži lehká váha do 60 kg  |
| Bronz   | Clemente Rojas     | Box               | muži pérová váha do 57 kg |